# Gościszewo
Gościszewo (Duits: Braunswalde) is een plaats in het Poolse district  Sztumski, woiwodschap Pommeren. De plaats maakt deel uit van de gemeente Sztum en telt 580 inwoners.